# Letheobia sudanensis
Letheobia sudanensis är en ormart som beskrevs av Schmidt 1923. Letheobia sudanensis ingår i släktet Letheobia och familjen maskormar. Inga underarter finns listade i Catalogue of Life.
Arten förekommer i Kongo-Kinshasa i kulliga områden och låga bergstrakter mellan 700 och 1300 meter över havet. Honor lägger ägg. Vid ormens vetenskapliga beskrivning antogs felaktig att utbredningsområdet ligger i Sudan och därför valdes artepitet sudanensis.